# Voleibol de praia nos Jogos Sul-Americanos de Praia de 2014
As competições de voleibol de praia nos Jogos Sul-Americanos de Praia de 2014 ocorreram entre 20 e 23 de maio em um total de 2 eventos. As competições aconteceram no Complejo Deportivo "Hugo Chávez Frías" de Camurí Chico, localizado em Vargas, Venezuela.

## Forma de disputa
As competições de voleibol de praia foram disputadas por atletas sem restrição de idade. O torneio masculino foi disputado por catorze duplas divididas em quatro grupos, com as duas melhores equipes de cada grupo avançando à fase eliminatória. O torneio feminino possuiu a mesma fórmula de disputa com 13 duplas participantes.

## Calendário
| G | Fase de grupos | ¼ | Quartas de final | ½ | Semifinais | B | Disputa pelo bronze | F | Final |

| Masculino | G | G | ¼ | ½ | B | F |
| Feminino  | G | G | ¼ | ½ | B | F |

## Participantes
Ao todo, 27 duplas representando dez países se inscreveram, catorze duplas no torneio masculino e treze duplas no feminino.
| - ARG Argentina (4) - BOL Bolívia (2) - CHI Chile (2) - COL Colômbia (4) - ECU Equador (3) | - GUY Guiana (2) - PAR Paraguai (2) - PAN Panamá (1) - URU Uruguai (3) - VEN Venezuela (4) |

## Medalhistas
| Evento             | Ouro                                         | Prata                                          | Bronze                                          |
| ------------------ | -------------------------------------------- | ---------------------------------------------- | ----------------------------------------------- |
| Masculino detalhes | Igor Hernández Jesús Villafañe VEN Venezuela | Pablo Bianchi Julián Azaad ARG Argentina       | Leonardo Colina Jackson Henríquez VEN Venezuela |
| Feminino detalhes  | Andrea Galindo Claudia Galindo COL Colômbia  | Norisbeth Agudo Olaya Pérez Pazo VEN Venezuela | Ana Gallay Georgina Klug ARG Argentina          |

## Quadro de medalhas
| Ordem | País          | Medalha de ouro | Medalha de prata | Medalha de bronze | Total | Ordem por total |
| ----- | ------------- | --------------- | ---------------- | ----------------- | ----- | --------------- |
| 1     | VEN Venezuela | 1               | 1                | 1                 | 3     | 1               |
| 2     | COL Colômbia  | 1               |                  |                   | 1     | 2               |
| 3     | ARG Argentina |                 | 1                | 1                 | 2     | 3               |
| TOTAL | TOTAL         | 2               | 2                | 2                 | 6     | —               |